# Баром Соккороч
Баром Соккороч (кхмер. បរមសោករាជ) або Сукхараджа — формальний правитель Кхмерської імперії в першій половині XV століття.

## Правління
Його правління було коротким, але в той період держава кхмерів на якийсь час повернула собі незалежність. Після смерті Сукхараджі країну знову захопив Сіам.